# Ildefonso Obama Obono
Ildefonso Obama Obono (ur. 6 maja 1938 w Cogo) – duchowny katolicki z Gwinei Równikowej, arcybiskup Malabo w latach 1991-2015.

## Życiorys
Święcenia kapłańskie otrzymał 29 czerwca 1964.

## Episkopat
15 października 1982 papież Jan Paweł II mianował go biskupem ordynariuszem diecezji Ebebiyin. Sakry biskupiej 6 stycznia 1983 udzielił mu osobiście papież.
9 lipca 1991 został mianowany arcybiskupem metropolitą Malabo.